# André Mauzin
André Mauzin (1901-1995) est un ingénieur ferroviaire français. Ingénieur en chef de la Société nationale des chemins de fer français (SNCF) et  directeur de la Section de dynamique ferroviaire (SDF) de la SNCF dite « section Mauzin » (Direction du Matériel) jusqu'en 1966, il fut l'inventeur des voitures de mesure dites « Mauzin », qui auscultent encore à l'heure actuelle les voies de la SNCF et de la SNCB. Il fut au préalable l'inventeur de petites remorques de draisine pour l'auscultation des voies secondaires, les « Mauzinettes », qui sont elles aussi toujours en service. 
André Mauzin était également un chercheur reconnu internationalement pour les questions de mesures, métrologie et asservissement. Il effectua plusieurs missions en Afrique, notamment à Madagascar.

## Biographie

### Carrière ferroviaire
Polytechnicien (X21), il choisit très vite la carrière ferroviaire et entre en 1925 à la compagnie du Chemin de fer de Paris à Orléans (PO) comme inspecteur divisionnaire du matériel et de la traction. Il entend se consacrer alors pleinement à la recherche, terme peu employé à l'époque. C'est après deux années de lutte qu'il obtient du PO la création de la SER (Section d'Essais et de Recherche) qui sera intégrée à la SNCF lors de sa création et deviendra plus tard - toujours sous la direction de Mauzin - la Section de Dynamique Ferroviaire. Dès les années 1930, il avait cherché les liens existant entre le lacet des véhicules ferroviaires et les défauts de voies, travail qui l'avait amené à créer un premier nivellographe portant son nom, base des futures voitures de mesures, remplaçant l'appareil dit « Hallade ». De nombreux perfectionnements seront ensuite apportés débouchant sur des modèles de plus en plus aboutis, jusqu'à une voiture sur base de fourgon qui nous est parvenue sous une forme modernisée. Les « tournées Mauzin » étaient (et sont) particulièrement redoutées par les responsables locaux de l'entretien des voies surtout à leurs débuts, où voitures Mauzin et Hallade attelées transportaient les états majors de la Direction Voies et Bâtiments.
Paradoxalement, même si son œuvre reste très connue par l'utilisation de « Mauzin » comme nom commun servant à la fois à désigner les voitures de mesure (ainsi que leur personnel d'accompagnement) et le graphique tracé, elle ne l'est que très partiellement. En effet, la partie étude de comportement reste son œuvre majeure mais méconnue. Mauzin est un des premiers ingénieurs ferroviaires à avoir appliqué la démarche scientifique afin d'établir des lois de comportements dynamiques et d'interaction véhicule/voie à partir d'expériences et essais. Fort de ses résultats, il proposa nombres d'améliorations (conception de bogie limitant le phénomène de lacet... ) et permit à André Prud'Homme (X39, ingénieur en chef de la SNCF) d'établir ses lois de résistance de la voie aux efforts latéraux. André Mauzin siégea aux côtés de brillants mathématiciens de son époque (René de Possel, Van Hummel) à la commission internationale d'étude du lacet créée à l'instigation de l'ingénieur en chef SNCF, responsable de la direction des installations fixes Robert Lévi (X14). Sa section de recherche a également été à l'origine de la théorisation du déraillement des essieux sous la plume de l'ingénieur André Chartet, qui s'est appuyé sur un grand nombre de résultats expérimentaux dus au « wagon dérailleur » conçu par André Mauzin. Ce wagon fut bâti sur la base d'un fourgon ex-PO et doté d'un essieu sur lequel pouvait être appliqué un effort latéral connu jusqu'à en entrainer le déraillement. Pour réaliser toutes les modifications souhaitables sur des véhicules ferroviaires pour les transformer en vecteurs de mesures et pour fabriquer ses capteurs, Mauzin disposait d'un atelier spécialisé près de la gare du Nord, rue des Poissonniers, au niveau des locaux de la Section d'Étude et Recherche Voie animée par Prud'Homme.
Sous la direction de Mauzin, la SER (Section d'Essais et Recherche) a réalisé les premiers records de vitesse en traction électrique dans les Landes les 28 et 29 mars 1955. Il a également réalisé des essais à 140 km/h sur une ligne classée groupe 9, à la géométrie de voie très dégradée : Malesherbes-Pithiviers dans les années 1960 afin de démontrer l'efficacité des dispositifs anti-lacet. Enfin, on doit à André Mauzin la création de la première voiture pendulaire du monde, réalisation partagée avec son collaborateur André Chartet. Le véhicule ayant pris leurs deux noms pour s'appeler « voiture Chartet Mauzin », tracté par une automotrice Z47O0, il effectua de nombreux essais notamment sur la ligne Brive - Cahors. Une maquette de celle-ci se trouve au Conservatoire national des arts et métiers.
À son départ en retraite, André Mauzin avait la paternité de plus de 35 brevets d'invention le plaçant largement en tête devant n'importe quel autre ingénieur SNCF.

### Apports au monde industriel
Grand spécialiste avec le Docteur Langevin de l'instrumentation basée sur l'utilisation de quartz, Mauzin a développé de nombreuses séries d'accéléromètres exploitant les propriétés piézo-électriques de ceux- ci. Les applications ferroviaires avec l'instrumentation de voitures pour la recherche des efforts s'exerçant sur le matériel furent doublées par des utilisations largement non ferroviaires. 
En accord avec la SNCF, André Mauzin est intervenu de nombreuses fois pour résoudre de graves problèmes affectant certaines industries. Il fut ainsi un grand spécialiste d'asservissements utilisés soit pour l'étirage des tubes en usine où pour les barrages (comme à Triouzoune en Dordogne). Il a également résolu de sérieux problèmes de rupture de câbles suspendus à haute tension et a œuvré pour l'amélioration du monorail de la SAFEGE.

## Décorations et distinctions
- Chevalier de la Légion d'honneur
- Officier dans l'Ordre national du Mérite
- Médaille d'or 1976 de la Société d'encouragement pour l'industrie nationale
- Lauréat de l'Institut
- Prix Garnier de la Société des ingénieurs civils de France